# Graysville (Tennessee)
Graysville es un pueblo ubicado en el condado de Rhea en el estado estadounidense de Tennessee. En el Censo de 2010 tenía una población de 1.502 habitantes y una densidad poblacional de 497,36 personas por km².

## Geografía
Graysville se encuentra ubicado en las coordenadas 35°26′58″N 85°4′34″O / 35.44944, -85.07611. Según la Oficina del Censo de los Estados Unidos, Graysville tiene una superficie total de 3.02 km², de la cual 3.02 km² corresponden a tierra firme y (0%) 0 km² es agua.

## Demografía
Según el censo de 2010, había 1.502 personas residiendo en Graysville. La densidad de población era de 497,36 hab./km². De los 1.502 habitantes, Graysville estaba compuesto por el 95.01% blancos, el 1.07% eran afroamericanos, el 0.93% eran amerindios, el 0.33% eran asiáticos, el 0% eran isleños del Pacífico, el 1.2% eran de otras razas y el 1.46% pertenecían a dos o más razas. Del total de la población el 1.93% eran hispanos o latinos de cualquier raza.